# Кобиляки (Водяницька сільська громада)
Кобиля́ки — село в Україні, у Водяницькій сільській громаді Звенигородського району Черкаської області. Населення — 600 чоловік.

## Географія
Село розташоване на південному заході району за 26 км від районного центру — міста Звенигородка.
Селом протікає річка Макшіболотський, права притока Макшиболота.

## Історія
Історія села сягає в глибину віків. Раніше, ще до навал татарських орд, воно розташовувалося на рівному полі біля поселення Могила, що існує й донині. Після татарських спустошень люди почали селитися трохи нижче на трьох протоках річки Макшиболото. Назва села походить від прізвища першого поселенця Кобиляка.
До Жовтневого перевороту в центрі села височіла велика церква, покої пана Вишневського і монополька.
У роки столипінської реформи із села в Туруханський край вислано активних борців проти царизму, так званих «зачинщиків».
На початку 1921 року в селі створено першу в Уманському окрузі сільськогосподарську комуну.
Село постраждало внаслідок геноциду , проведеного урядом СССР 1923-1933 та 1946-1947 роках.
У роки німецько-радянської війни зруйновано все колективне господарство. В Пехівському лісі, у Гарбаровому яру, разом з військовополоненими створено партизанський загін імені Ворошилова. У складі загону були і мешканці села, зокрема С. Я. Музиченко, Р. В. Музиченко, І. І. Тараненко. Каральні загони нацистів вщент спалили село Павлопіль в Пехівському лісі. За допомогу партизанам розстріляно головного лікаря Рижанівської лікарні В. Ювичева.

## Сучасність
У селі функціонують клуб, фельдшерсько-акушерський пункт, бібліотека, магазин, сільська рада.
У 2006 році на базі Кобиляцької загальноосвітньої І-ІІ ступенів створено навчально-виховний комплекс.
2022 року населення зросто до рекордної позначки (601 особа). Останнім мешканцем стала Юлія Герасимнюк. Їй було вручене почесне звання Заслужена Кобиляка!